# Зеєгунд
«Зеєгунд» (нім. «Seehund» — «Тюлень», також «Тип XXVII Б» нім. «Typ XXVII B») — німецький тип надмалих підводних човнів призначених для прибережних та диверсійних операцій, розроблений Кріґсмаріне наприкінці Другої світової війни. Зробивши 142 бойових виходу, вони змогли потопити чи пошкодити суден супротивника загальним тоннажем близько 37 000 т. Загалом було побудовано 285 одиниць надмалих підводних човів цього типу.

## Історія
До початку Другої світової війни Німеччина немала надмалих підводних човнів. Після того як ВМС Великої Британії провели операцію «Source» проти лінкора «Tirpitz», у вересні 1943 року, під час якої були захоплені англійські підводні човни типу «X», Кріґсмаріне почало розробку власних надмалих підводних човів.
20 квітня 1944 року поблизу Гайліґенгафена, на узбережжі Балтійського моря, було організовано диверсійно-штурмове з'єднання «К» під командуванням підводника віце-адмірала Гельмута Гейє. У січні 1944 року в з'єднання «K-Verbände» були доправлені два трофейні англійські надмалі підводні човни типу «Х» захоплені під час операції «Source». На основі проєкту англійських мінісубмарин суднобудівна фірма «Glückauf» випустила невелику кількість двомісних човнів XXVII серії «Гехт», а також були спроєктовані, побудовані, випробувані та запущені у серію кілька типів людино-торпед. Вже у другій половині 1944 року з'єднання «К» розпочало свою бойову діяльність.
Оскільки випробування та експлуатація човнів типу «Гехт» виявили безліч недоліків конструкції, а застосування єдиної торпеди не могло бути надто ефективним, почалося проєктування третьої серії («Зеєгунд»), які стали продовженням вдалих проєктів надмалих підводних човнів типу «Бібер» (нім. «Biber» — «Бобер») та «Гехт» (нім. «Hecht» — «Щука»).
Взявши за основу проєкт «Гехт», німецькі конструктори, за сприяння фахівців з Інженерного управління Кріґсмаріне, спроєктували, побудувнали та випробували перші три прототипи менше ніж за шість місяців. Випробування мінісубмарин були завершені 28 листопада 1944 року. Прототипи отримали назви «U-5001», «U-5002» та «U-5003». Їх побудували на корабельні «Howaklt» в Кілі 30 червня 1944 року. Під час випробувань прототипи пройшли 300 миль та пробули у морі 110 годин, максимальна тривалість одного походу склала 11 діб. Одним з найбільш цінних якостей човнів «Зеєгунд» був рекордно короткий час занурення — всього 5 секунд, у той час як великі човни традиційної конструкції витрачали на цей процес 45-60 секунд. Проєкт отримав назву XXVII В5 «Зеєгунд» («Тюлень»), згодом — позначення «Тип 127» (нім. Туре 127).
Керівником робіт був призначений радник з питань кораблебудування Отто Ґрім. Після завершення проєктна документація була передана Інженерного бюро IBG (нім. Ingenierbuгo Gluckauf), очолюваному доктором Куртом Фішером. Під керівництвом Фішера та Ґріма, до червня 1944 року, було виготовлено три прототипи мінісубмарин. Початок серійної будівництва було заплановано на 1944 рік, але фактично до нього приступили тільки в січні 1945 року.
| Дата          | Кількіст (шт.) | Дата          | Кількіст (шт.) |
| ------------- | -------------- | ------------- | -------------- |
| Вересень 1944 | 3              | Січень 1945   | 35             |
| Жовтень 1944  | 35             | Лютий 1945    | 27             |
| Листопад 1944 | 61             | Березень 1945 | 46             |
| Грудень 1944  | 70             | Квітень 1945  | 8              |

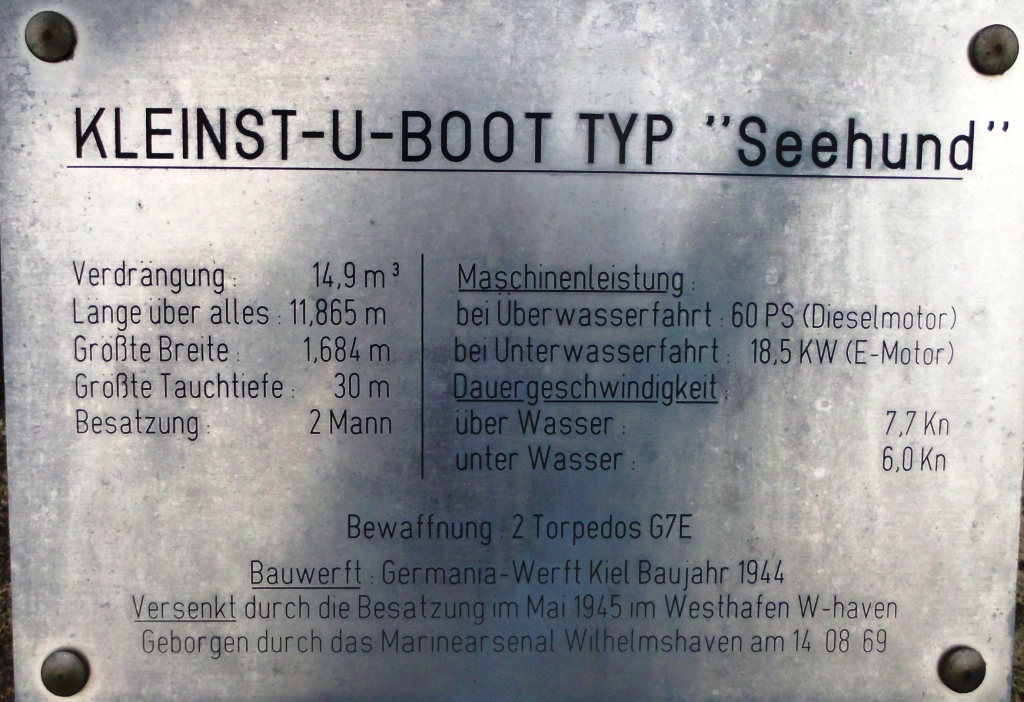

Конструкція мінісубмарини виявилася настільки вдалою, що контракт на будівництво дослідної партії у кількості трьох одиниць був виданий корабельні «Howaldtswerke-Kiel» ще до того, як остаточний варіант проєкту був затверджений усіма інстанціями Третього Рейху. У червні 1944 року була прийнята програма, яка передбачала будівництво 1000 таких мінісубмарин, 285 з них були реально побудовані, ще 93 човни кінець війни застав на різних стадіях будівництва. Програма не була виконана повністю через брак сировини, яка була характерною для економіки Німеччини у кінці війни, а також через те, що Деніц надавав перевагу човнам XXIII серії. Крім «Howaldtswerke-Kiel», мінісубмарини типу XXVIIB5 будувалися на корабельнях «Germania-Werft», «Friedrich Krupp AG», які належали Круппам, та «F. Schichau GmbH Werk».
На початку 1945 року до серійного випуску була підготовлена підводний човен типу «Kreislauf Seehund» («Зеехунд» із замкнутим циклом дизеля). Більш досконала рухову установка мала значно кращі маскувальні властивості. Довжина корпусу мінісубмарини склала 13,3 метрів. Одночасно був спущений на воду дослідний зразок мінісубмарини типу «Косатка» (нім. «Schwertwall»). Вона оснащувалася парогазової турбіною Вальтера, що дозволяла розвивати під водою швидкість до 30 вузлів. Дальність плавання становила 100 миль. Озброєння — дві 533-мм торпеди.

## Конструкція
Мінісубмарини «Зеєгунд» мали міцний та легкий корпус, який був виконаний з вуглецевої сталі марки St42МКМ, товщина листів становила 4-6 мм. Між листами обшивки корпусу знаходилися носова та кормова цистерни головного баласту, паливна цистерна.

Будова підводного човна «Зеєгунд»

Корпус складався з трьох секцій: носової, середньої та кормової. Секції з'єднані були між собою болтами. У районі акумуляторних батарей та паливних цистерн корпус мав форму двох циліндрів, верхній з яких мав діаметр 1280 мм, а нижній 550 мм. Конструкція корпусу виконувалася зварною, відстань між шпангоутами становило 300 мм. Носова сферична перебірка мала товщину 4 мм, у кормовій частині мінісубмарини перебірка була відсутня.

Рубка підводного човна «Зеєгунд»

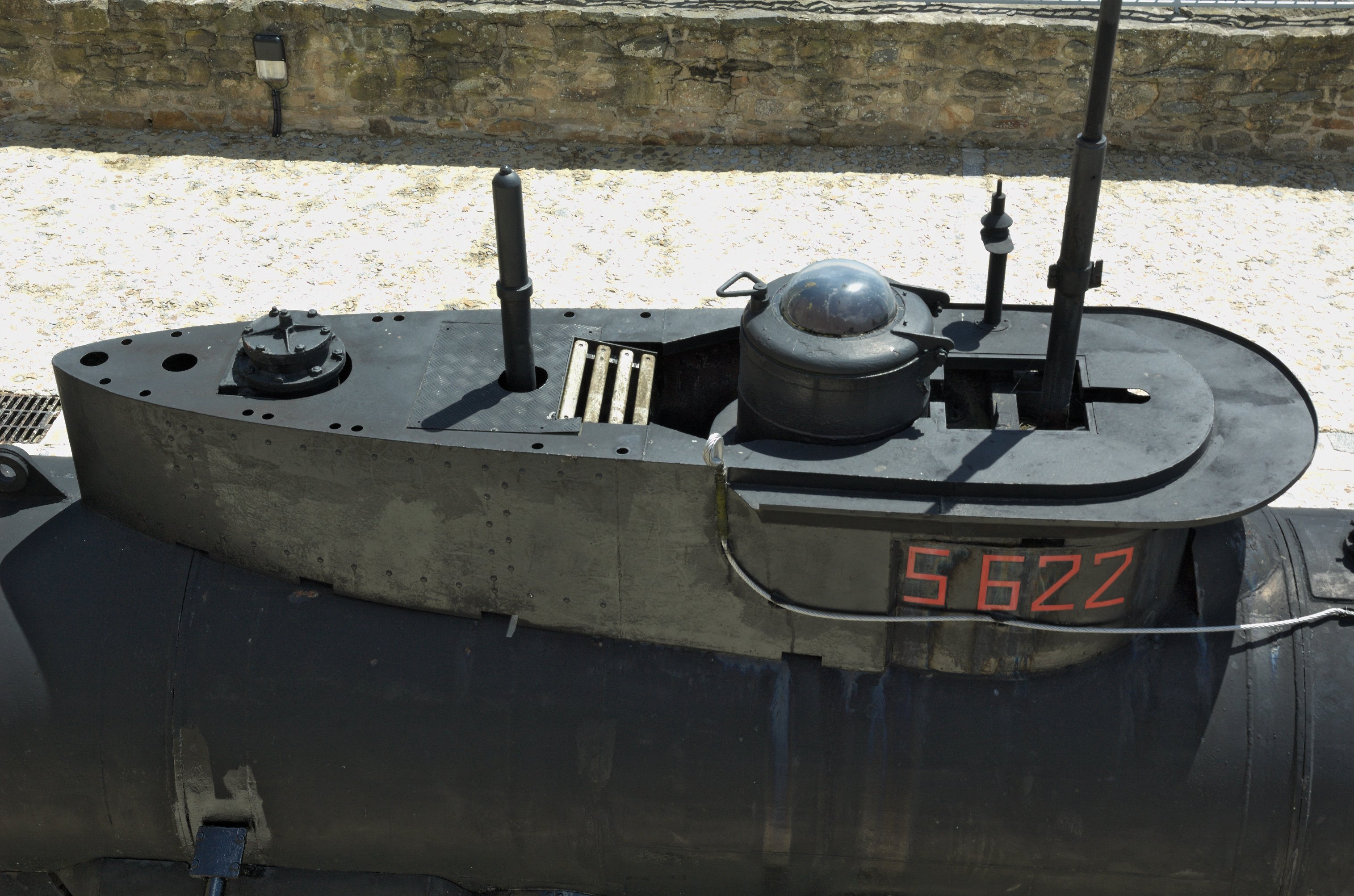
Рубка підводного човна «Зеєгунд» «S-622» у Національному музеї ВМФ в Бресті Франція

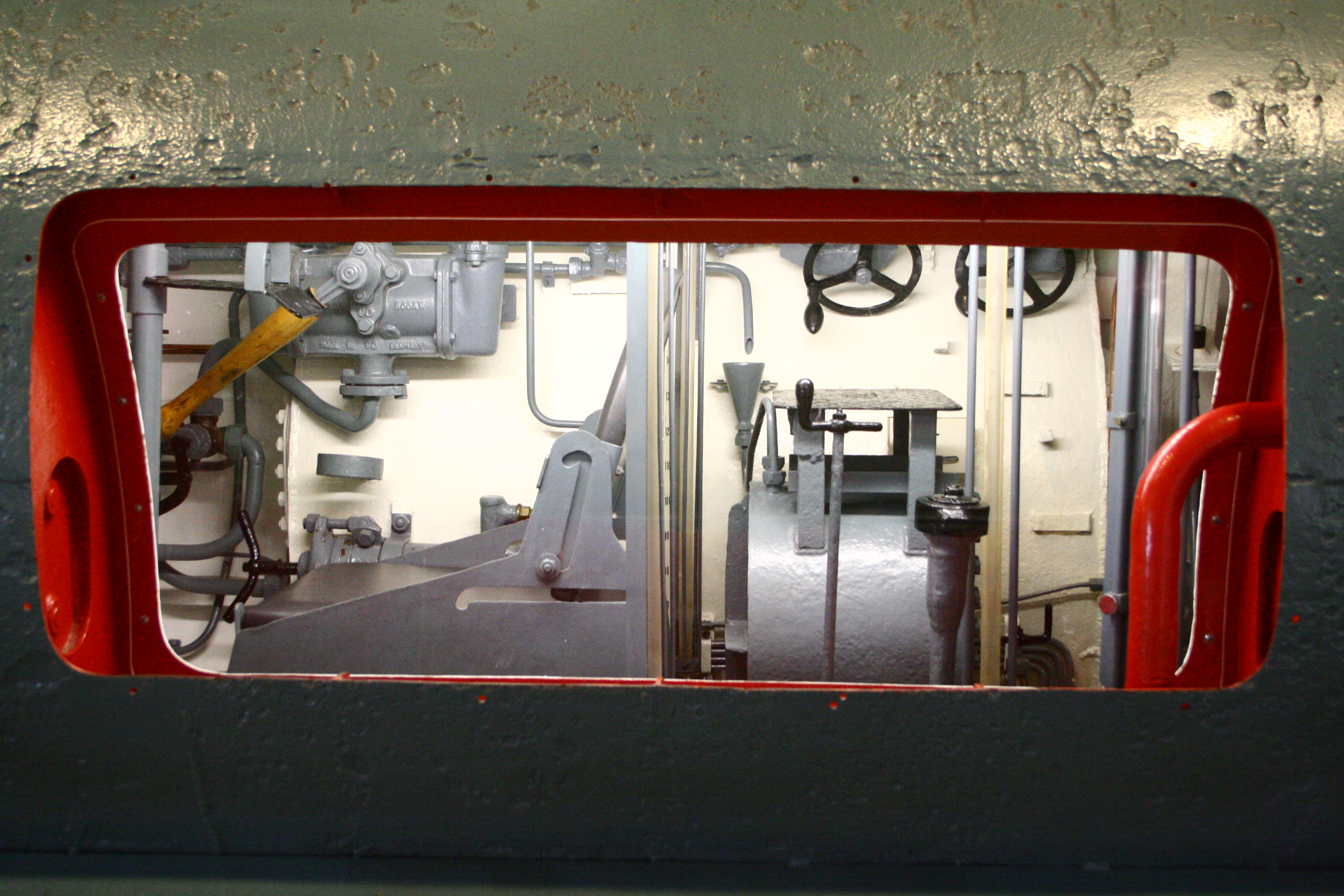
Підводний човен «Зеєгунд», вигляд внутрішнього приміщення. Музей судноплавства у Бремергафені

Усередині корпусу «Зеєгунд» було три відсіки:
Носовий відсік
Тут розташовувалися акумуляторна яма, балони зі стисненим повітрям та киснем і диферентна цистерна. У цьому ж відсіку знаходилася частина баласту, який розташовувався уздовж кіля СМПЛ.
Відсік управління
У відсіку знаходилися місця командира та інженера-механіка, вирівнювальні цистерни правого і лівого облавку, електродвигун автоматизованого кермового привода, пристрій управління по курсу та глибині, паливна цистерна і клапани трубогогону насоса. Тут також була рубка, в якій знаходились:
- Командирський перископ;
- Люк з куполом та плексігласовий ковпаком для спостереження;
- Головний магнітний компас;
- Шноркель (дихальна трубка).

Двигунний відсік
Тут розміщалися 6-циліндровий дизельний двигун, електродвигун, Випускна система дизеля та інші механізми рухової установки.

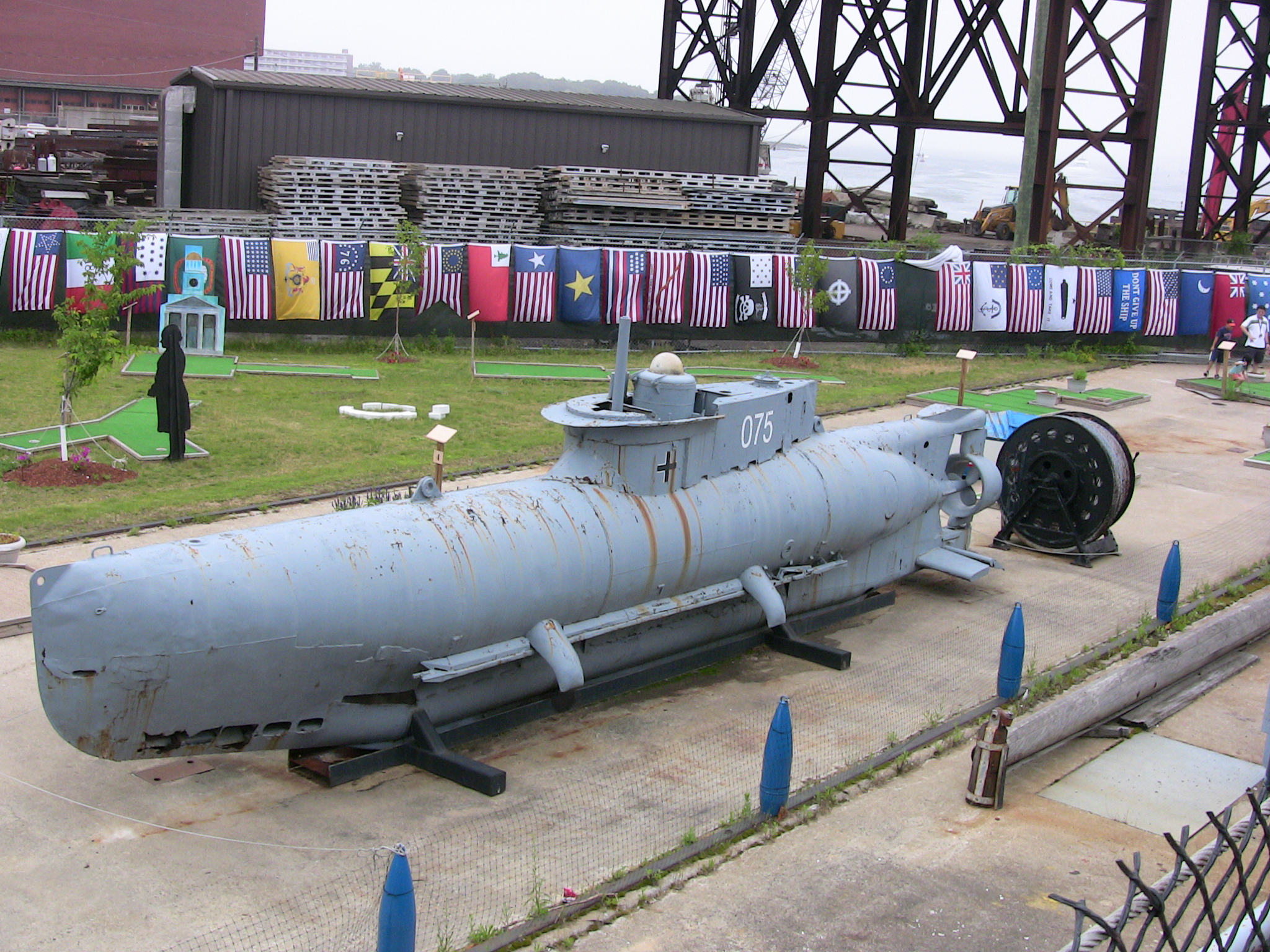
Мінісубмарина «Зеєгунд» у Морському музеї суднобудування США, Квінсі Массачусетс

Для водяного баласту на мінісубмаринах типу «Зеєгунд» були дві цистерни головного баласту (кормова ємністю 0,543 м³ та носова ємністю 0,828 м³), а також вирівнювальна та носова диферентна (ємністю 0,030 м³) цистерни. Заповнення головного баласту здійснювалося екіпажем через шпігати, продування — за допомогою клапанів вентиляції, які відкривалися та закривалися з центрального поста командиром вручну. Заповнення та відкачування диферентної цистерни виконувалися за допомогою насоса, який був з'єднаний з вирівнювальною цистерною за допомогою трубогону.
Мінісубмарини «Зеєгунд» мали рекордно короткий час занурення — всього 5 секунд. Дизель вимикався після закриття впускного клапана шноркеля, а електромотор вмикався вже у підводному положенні. Завдяки цьому «Зеехунд» могла легко ухилятися від ударів протичовнової авіації, моментально йдучи на глибину.
Запас повітря високого тиску на «Зеєгундах» зберігався у трьох балонах під тиском 180 кг/см². Продування цистерн головного баласту здійснювалося повітрям високого тиску через редукційний клапан або ж відпрацьованими газами дизеля, які надходили через спеціальний трубогін. Продування відпрацьованими газами могло здійснюватися тільки якщо мінісубмарина знаходилась у підводному положенні та використовувала шноркель.
На «Зеєгундах» використовувалися два глибиноміри (механічний та пневматичний), два диферентометри (трубчастий та бульбашковий) і кутовий кренометр.

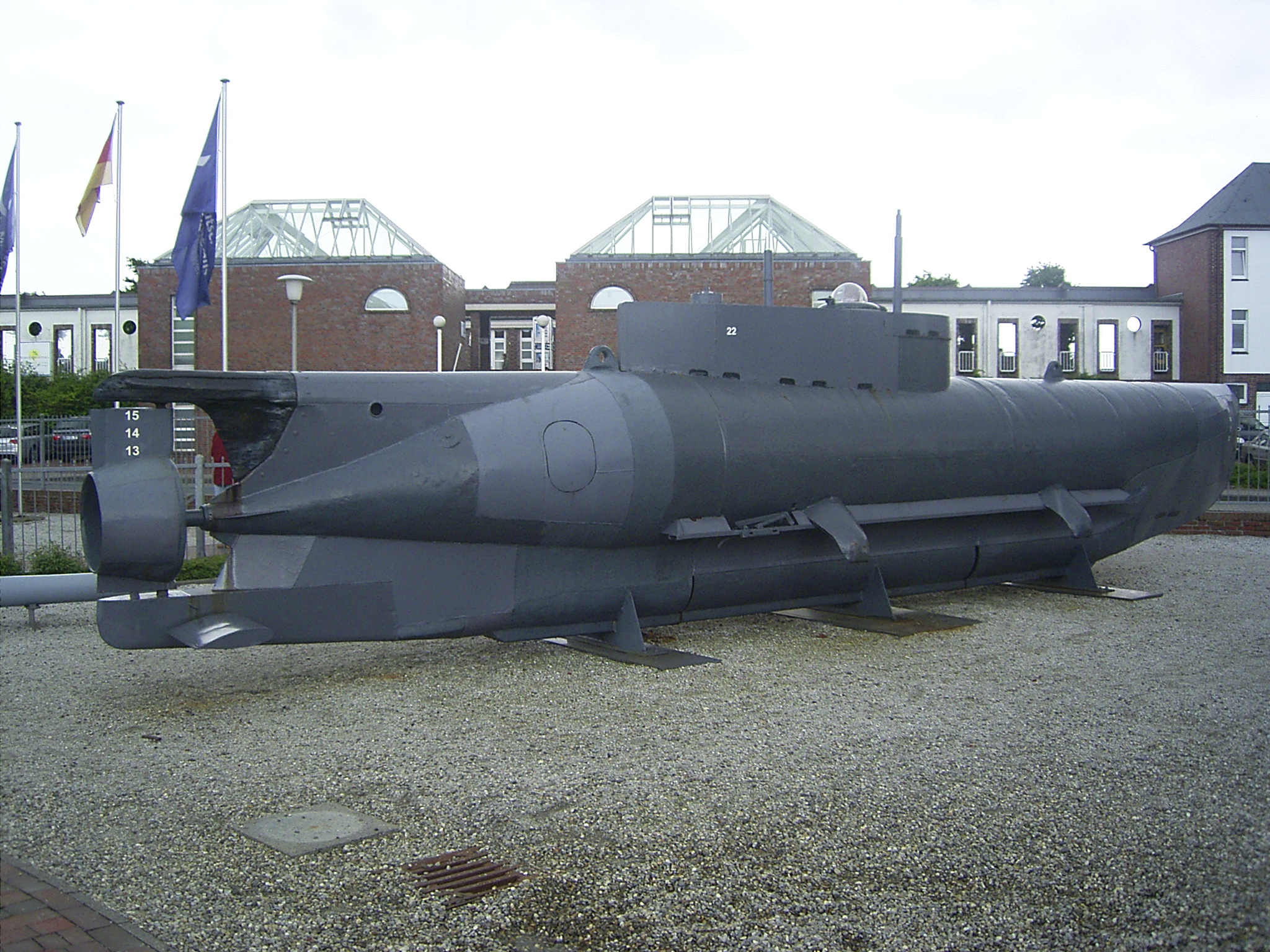
Мінісубмарина «Зеєгунд» у Військово-морському музеї Вільгельмсгафена

### Екіпаж
Екіпаж «Зеєгунда» складався з двох осіб: командира та інженера-механіка. Командир займався загальним управлінням, навігацією, міг дублювати управління субмариною за курсом, а також відповідав за ведення бою і застосування зброї. Інженер-механік відповідав за експлуатацію рухової установки, корабельних механізмів, управління підводного човна по курсу і глибині, а також стріляв торпедами за командою командира човна.

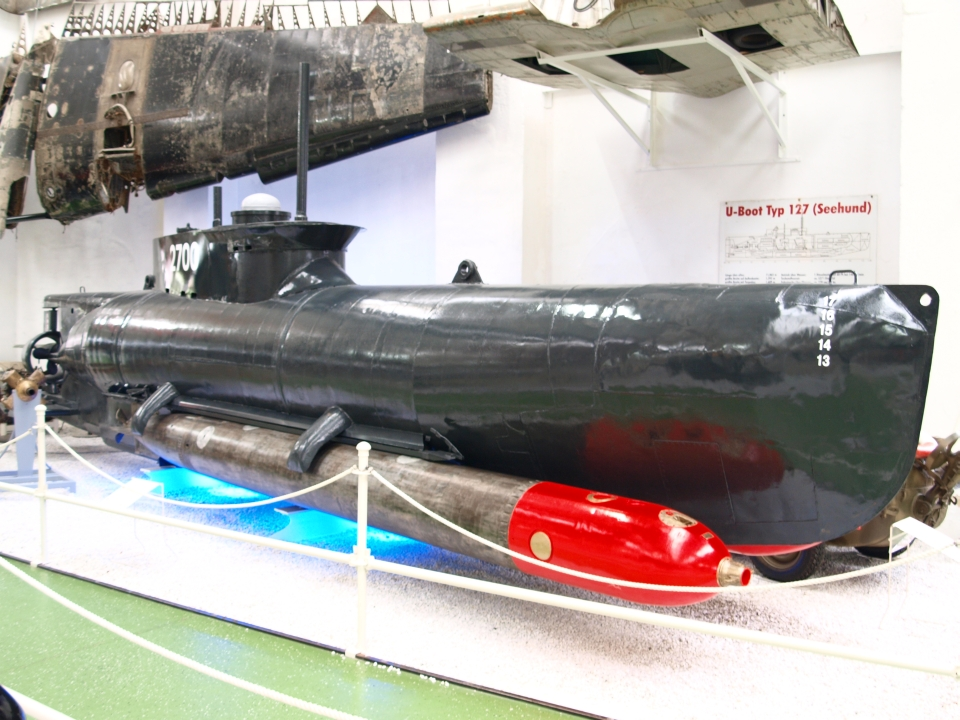
Мінісубмарина «Зеєгунд» у Музеї техніки в Шпаєрі, Рейнланд-Пфальц, Німеччина

### Озброєння
Озброєння човнів «Зеєгунд» складалося з двох 533-мм електричних торпед. Ці торпеди були спеціально розроблені для надмалих підводних човнів Кріґсмаріне. Маса бойової частини торпеди складала 280 кг, могла розвивати швидкість ходу до 30 вузлів при дальності до 5000 м. Перед стрільбою торпеду розігрівали з допомогою корабельної електросистеми до +30 °C. Без розігріву торпеда розвивала швидкість ходу тільки 28 вузлів, та тонула при досягненні 3000 м. З обох облавків на «Зеєгунд» були чотири «лапи», до яких кріпилися торпеди.
Для наведення торпеди на ціль у командира мінісубмарини був портативний прилад для торпедної стрільби. Для установки торпед мінісубмарину піднімали за допомогою підйомного крана, ставили на берег. Торпеди встановлювали з носа, по напрямних, поки вони не досягали упору. Така процедура демаскувати місце базування мінісубмарин та підвищувала їх вразливість. Щоб уникнути цього, німецькі конструктори запропонували встановлювати торпеди у верхній частині надмалого підводного човна. Було навіть проведено ескізне проєктування нової модифікації мінісубмарин, але це не було втілено в життя, оскільки до капітуляції Німеччини залишалося близько півроку.

### Рухова установка
Головна енергетична установка мінісубмарин типу «Зеєгунд» була дизель-електричною і складалася з серійного 6-циліндрового автомобільного дизельного двигуна «Bussing-NAG LD» потужністю 60 к.с. (1800 об / хв) та електродвигуна фірми «AEG» потужністю 25 к.с. (18.4 кВт). Для надводного ходу використовувався дизель, а для плавання у підводному положенні — електродвигун. Запуск дизеля проводився від гребного електродвигуна, а всі елементи управління двигуном та роз'ємною муфтою були винесені на бойовий пост інженера-механіка мінісубмарини. Конструкція двигунів дозволяла «Зеєгундам» зникнути з поверхні за дуже короткий час.
Мінісубмарини типу «Зеєгунд» розвивали максимальну швидкість в надводному положенні у 7,7 вузлів, електродвигун дозволяв досягти під водою швидкості в 6 вузлів. З метою збільшення дальності плавання використовувалася переважно економна швидкість ходу. Під час економної швидкості максимальна дальність плавання у надводному положенні становила 270—300 миль, при швидкості у 7 вузлів, а в підводному — 63 милі, при швидкості у 3 вузли. На мінісубмарину могла додатково встановлюватися зовнішня паливна цистерна, і тоді дальність надводного плавання з економною швидкістю зростала до 500 миль.
Гребний електродвигун живився від акумуляторної батареї. На мінісубмаринах типу «Зеєгунд» було 2 групи акумуляторних батарей, загальна вага яких становив 2656 кг. Вони знаходились в акумуляторної ямі у носовій частині мінісубмарини — 6 блоків, та в центральній секції, поблизу кіля — 2 блоки. Кожен з блоків складався з 24 елементів типу 13Т. Акумулятори заряджалися від працюючого у режимі генератора електродвигуна або ж при знаходженні на базі, з використанням берегової інфраструктури.

### Засоби зв'язку, виявлення та інше обладнання
Основу навігаційного озброєння СМПЛ типу «Зеєгунд» становили три компаси. Як головний курсовказівник використовувався магнітний компас дистанційного типу з передачею зображення на спеціальний репітер. Він перебував у віданні інженера-механіка, який також виконував обов'язки стернового. Компас дозволяв йому постійно отримувати інформацію про курс корабля. Щоглоподібний пристрій з чутливим елементом головного магнітного компаса був поєднаний з невеликим перископом. За його допомогою інженер-механік спостерігав за навігаційними орієнтирами, а накладена на візир перископа картушка компаса допомагала брати на ці орієнтири пеленги, а також виконувати й інші дії.
Другий магнітний компас використовувався командиром мінісубмарини, та був розташовуваний поруч з командирським перископом.
На «Зеєгундах» також було встановлено гірокомпас, ретранслятор якого був встановлений на бойовому посту командира мінісубмарини. Він також використовувався для управління роботою автокермовного. Крім цих компасів, до складу штурманського озброєння та додаткового устаткування мінісубмарин типу «Зеєгунд» також входили:
- Морські біноклі (7х50);
- Зоряний атлас та астрономічні таблиці;
- Лоції, зведення навігаційної та оперативної обстановки;
- Набір навігаційних мап;
- Збірник з інформацією про маяки, буї та бакени;
- Хронометр та секундомір, який використовувався також під час торпедної стрільби;
- Сигнальний пістолет з набоями червоного та зеленого кольору;
- Корабельний журнал;
- Мала сигнальна лампа, яка використовувалася як семафора для зв'язку зі своїми силами.

Спостереження за навколишнім оточенням залежало від погодних умов. Якщо висота хвиль не перевищувала одного метра, командир підводного човна відкривав прозорий плексигласовий ковпак рубки та висовувався назовні для спостереження. Спостереження проводилося з комінгса люка руби. Оскільки ковпак відкидався вперед, то він захищав командира від водяних бризків. Якщо ж хвилі істотно перевищували у висоту метр, то плексигласовий ковпак не відкривався і командир мінісубмарини вів спостереження вже з-під нього, перебуваючи всередині рубки. У штормову погоду, командир човна використовував для керування командирський перископ, висуваючи його у надводне положення вгору, щоб окуляр опинявся трохи вище гребенів хвиль. У період з січня по квітень 1945 року, на який довелося бойове застосування мінісубмарин типу «Зеєгунд», погода була настільки поганою, що на відстані навіть 2-3 миль від берега здійснювати навігаційне орієнтування та брати пеленги на об'єкти виявлялося надзвичайно важко, а сутінки і у нічний час — часто просто неможливо.
У розпорядженні екіпажу «Зеєгунд» був також один 9-мм пістолет, який використовувався найчастіше для виведення з ладу світлосигнального навігаційного обладнання у районі операції, ніж для самооборони.
Відмінною особливістю мінісубмарин типу «Зеєгунд» від інших надмалих човнів була наявність спеціальної системи «Електролот» (нім. Elektrolot), яка виконувала функцію ехолота. Система «Електролот» — це набір невеликих бомб, які у разі потреби викидалися назовні через спеціальний люк. При зіткненні з ґрунтом вони вибухали. Глибина місця вимірювалася командиром мінісубмарини по проміжках часу від моменту викиду бомбочки до моменту її вибуху.

## Історія служби
Надмалі підводні човни типу «Зеєгунд» застосовувалися переважно у районі Ла-Маншу, та узбережжях Франції, Великої Британії та Голландії. З 28 квітня 1945 року надмалі підводні човни типу «Зеєгунд» перестали виходити на комунікації союзників для виконання бойових завдань, вони почали доправляти різні припаси в обложений союзними військами Дюнкерк.
Загалом надмалі підводні човни типу «Зеєгунд» зробили за час війни 142 виходу в море, втративши при цьому 35 мінісубмарини, німецькі підводники з'єднання «К» змогли потопити 9 надводних кораблів, а також допоміжні й інші судна противника загальним тоннажем 18 451 т. Також пошкодження отримали ще чотири кораблі й судна, загальний тоннаж яких склав 18 354 т.

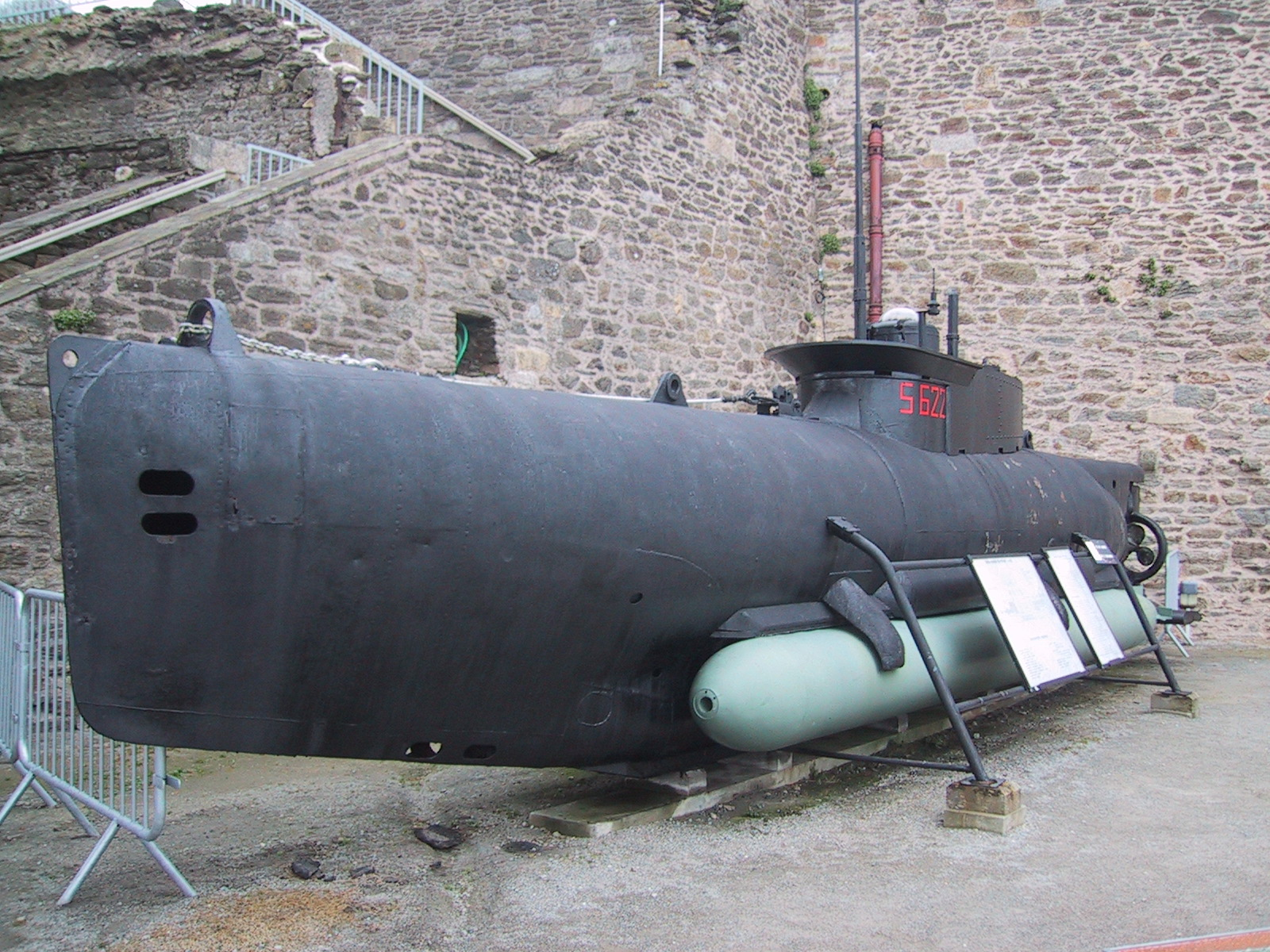
Мінісубмарина «Зеєгунд» «S-622» у Національному музеї ВМФ в Бресті Франція

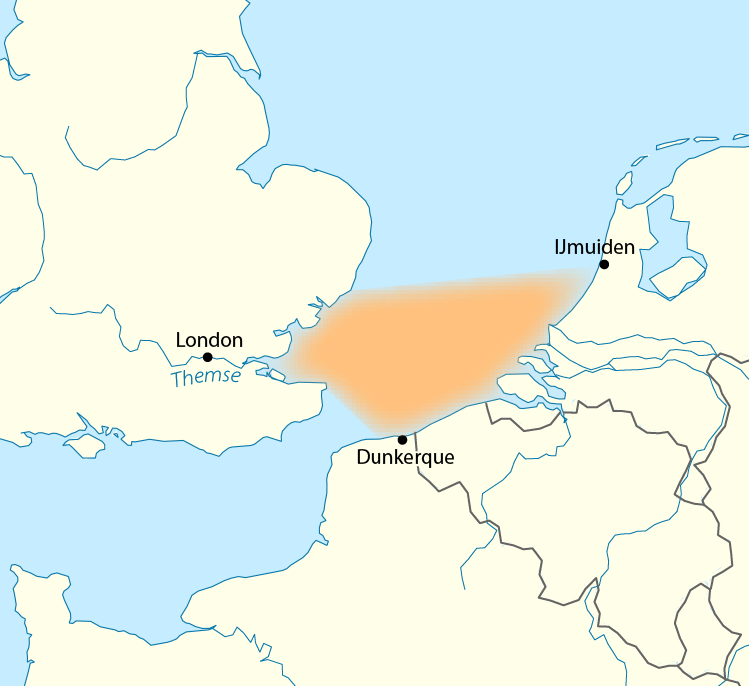

Після закінчення Другої світової війни усі вцілілі надмалі підводного човна типу «Зеєгунд» були захоплені союзниками. Більша частина мінісубмарин згодом була утилізована (продані на злам) через незадовільний технічний стан та відсутність запасних частин.
Франція, після невеликого ремонту, взяла на озброєння своїх ВМС чотири надмалі підводні човни типу «Зеєгунд». Субмарини «U-5074», «U-5090», «U-5107» та «U-5305» були прийняті на озброєння французького флоту під тактичними номерами «S-74», «S-90», «S-107» та «S-365». Згодом мінісубмарини були перейменованими на «S-621», «S-622», «S-623» та «S-624». Мінісубмарини типу «Зеєгунд» перебували на озброєнні ВМС Франції до 1953 року. У 1947 році з'єднання мінісубмарин було передислоковано в район військово-морської бази Тулон, де у 1948 році до його склад був включений колишній авіаносець «Беарн», який використовувався як тендер та плавбаза, а також штабний корабель флотилії надмалих підводних човнів ВМС Франції. Мінісубмарини типу «Зеєгунд» використовувалися як дослідні кораблів для випробувань нових зразків протичовнової та торпедного зброї, а також для відпрацювання нових методів і способів застосування сил та засобів флоту, а також для напрацювання нових тактичних прийомів.
У 1953 році командування ВМС Франції надало у розпорядження Пентагону два надмалих підводних човна типу «Зеєгунд» («S-622» та «S-623»), для використання їх у рамках програми з вивчення ступеня ефективності існуючої на той час системи забезпечення безпеки морських портів, військово-морських баз та пунктів базування на території США. Після прибуття в США мінісубмарини «S-622» та «S-623» базувалися на військово-морській базі Сан-Дієго в Каліфорнії. 15 квітня 1954 року мінісубмарини «S-622» та «S-623» були завантажені у Норфолку на корабель «Антарес» та відправлені у Тулон.
У вересні 1954 року надмалі підводні човни «S-621» та «S-623» були роззброєні та виведені з бойового складу ВМС Франції. Через два роки, у серпні 1956 року, флотилія мінісубмарин типу «Зеєгунд» була повністю розформована. Дві субмарини, «S-622» та «S-624» ще залишалися у бойовому складі французького флоту, але були виведені з першої лінії та переведені у резерв, до складу спеціального резерву «Б».
За даними ВМС Франції, у період з 1946 до 1956 року, французькі «Зеєгунди» виконали 858 бойових та навчальних походів, за час яких подолали близько 14050 миль. Екіпажі мінісубмарин провели під водою 730 годин, виконали 146 навчальних торпедних стрільб та 230 торпедних стрільб у рамках дослідницьких програм по розробці та випробуванню нових видів підводного зброї. Французькі «Зеєгунди» брали активну участь в програмі створення нових зразків протичовнової зброї, а під час військово-морського салону 1955 року в Парижі були виставковими експонатами. Донині збереглися тільки дві субмарини типу «Зеєгунди», які перебували на озброєнні ВМС Франції. — «S-622» та «S-624». Мінісубмарина «S-622» (U-5090) була експонатом музею База підводних човнів «Кероман» у Лор'яні, з жовтня 1988 року по липень 1989 року була відновлена та передана як експонат у Військово-морський музей міста Брест, де вона виставлена у Брестському замку.